# Behlendorf

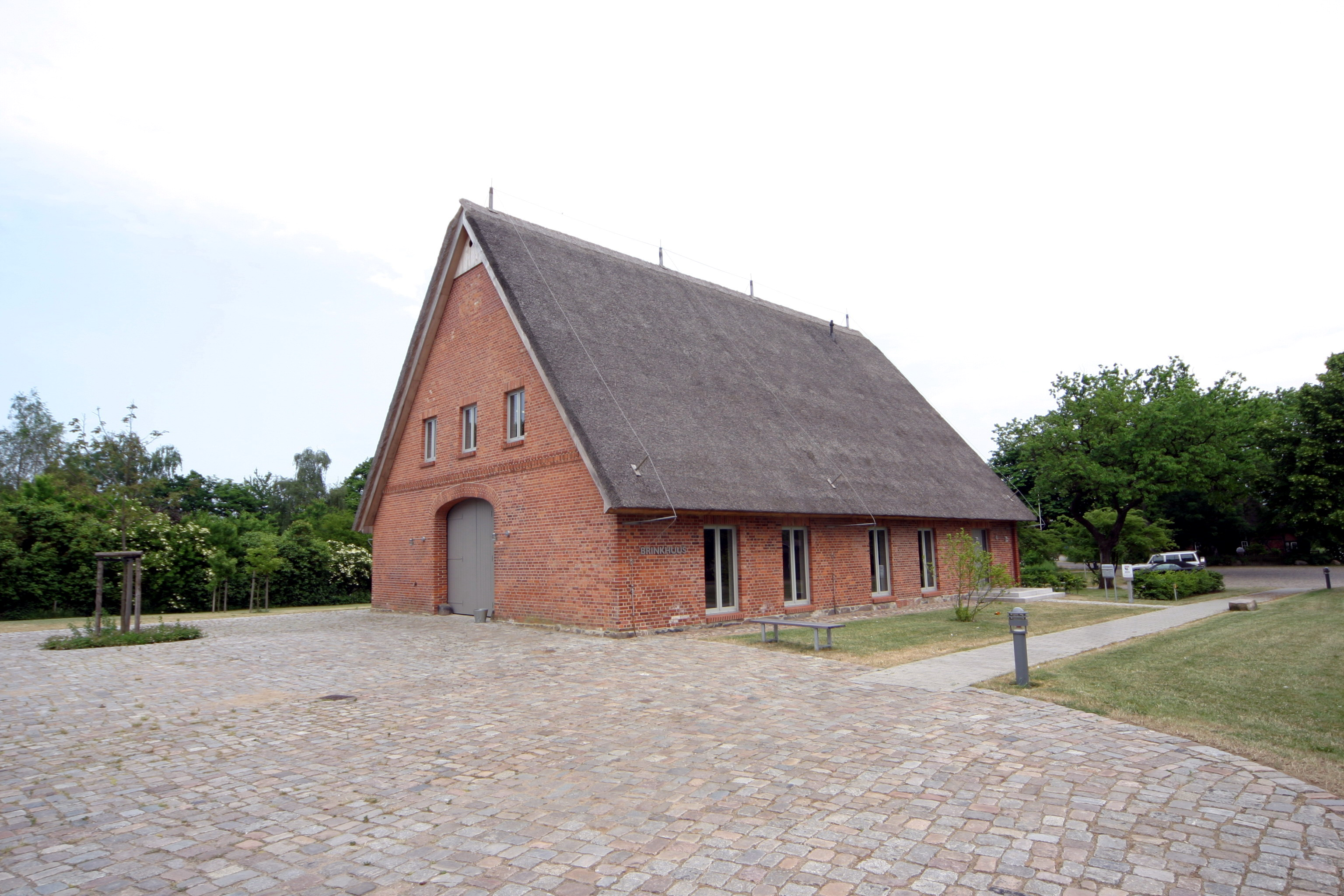
Gemeindehaus Behlendorf

Behlendorf ist eine Gemeinde im Kreis Herzogtum Lauenburg in Schleswig-Holstein. Hollenbek liegt im Gemeindegebiet.

## Geografie
Behlendorf liegt westlich von Ratzeburg im Naturpark Lauenburgische Seen am Behlendorfer See.

## Geschichte
Im Jahre 1194 wurde die Gemeinde erstmals als Belendorpe urkundlich erwähnt.
Das „weiße Dorf“ (beladorpe soll sprachlich slawischen Ursprung haben: bela=weiß) gibt es mindestens seit diesem Jahr 1194. Weil der Bischof Isfried von Ratzeburg seinen Privatbesitz von dem Besitz des Domkapitels trennt, werden das Dorf Belendorpe und das kleine Dorf Minus Belendorpe in der Trennungsurkunde erwähnt. Im Jahre 1374 erwarb der Lübecker Ratsherr Thomas Morkerke neun Hufen in Behlendorf und im heutigen Behlendorfer Ortsteil Hollenbek zum Preis von 159 Mark Lübisch.
Im Jahre 1424 kommt das Dorf als Exklave in den Besitz Lübecks, der reichen „Königin der Hanse“; der Lübecker Bürgermeister Hinrich Rapesulver streckte dem Rat der Stadt den Kaufpreis vor. Im Jahre 1747 wurde der Ort durch einen Vergleich in Hannover als Lübecker Besitz bestätigt. Der Hof und der Wald gehören noch heute zur Hansestadt oder zum Heiligen-Geist-Hospital. Wanderer können die Grenzsteine mit dem Lübecker Wappenadler entdecken. Auch die Kirchengemeinde Nusse-Behlendorf gehört zum Lübecker Kirchenkreis, weshalb die Pastoren eine Halskrause wie die Ratsherren auf alten Gemälden im Lübecker Rathaus tragen, statt des im Kirchenkreis Lauenburg üblichen Beffchens. Der Kirchenbau der Dorfkirche Behlendorf wurde etwa 1250 errichtet. Es ist eine Feldsteinkirche mit einem später angebauten Glockenturm aus Backsteinen, der einen alten Holzturm ersetzt hatte.
Der Wind der Zeit hat zwar der Behlendorfer Mühle die Windflügel davongeweht. Doch im Ort finden sich alte Backhäuser oder eine Schmiede, die für heutige Zwecke umgebaut sind. Etliche Strohdachhäuser wurden liebevoll restauriert und sind wertvolle Baudenkmäler.
Naturdenkmäler sind eine 800-jährige Eiche neben der Kirche und eine Insel im Behlendorfer See.
Durch das Groß-Hamburg-Gesetz kam Behlendorf 1937 politisch zum Kreis Herzogtum Lauenburg. Das Gut Behlendorf (259 ha) und der Behlendorfer See (70 ha) blieben jedoch weiterhin in Lübeckischen Besitz: Bis 1935 im unmittelbaren Besitz der Stadt Lübeck sind sie seither durch Gütertausch Eigentum der Stiftung Heiligen-Geist-Hospital in Lübeck. Im Besitz der Stadt Lübeck verblieb der Forst (450 ha Wald).
Zur Zeit des Nationalsozialismus wurden in Behlendorf ca. 40 Kriegsgefangene, vor allem aus der Sowjetunion, im Handwerk und in der Landwirtschaft als Zwangsarbeiter eingesetzt. 1954 entschieden sich die Bürger des kleinen Ortsteils Hollenbek, zur Gemeinde Behlendorf zu gehören.
Behlendorf ist ein „schönes Dorf“. Es wurde 1990 Kreissieger, 1991 Landessieger und gewann eine Silbermedaille im Bundeswettbewerb.

## Politik

### Gemeindevertretung
Bei der Kommunalwahl am 14. Mai 2023 wurden insgesamt neun Sitze vergeben. Von diesen erhielt die CDU fünf Sitze, die Freie Wählergemeinschaft Behlendorf drei Sitze und die Bürger für Behlendorf einen Sitz.

### Wappen
Blasonierung: „Geteilt. Oben von Rot und Silber schräg gewürfelt, die Würfel in der Mitte belegt mit Kugeln in verwechselten Farben. Unten von Silber und Schwarz schräg geteilt, darauf ein Mühlrad in verwechselten Farben.“

## Wirtschaft und Infrastruktur
Behlendorf ist durch verschiedene Kreisstraßen an die Bundesstraße 208 angeschlossen.

## Sehenswürdigkeiten
In der Liste der Kulturdenkmale in Behlendorf stehen die in der Denkmalliste des Landes Schleswig-Holstein eingetragenen Kulturdenkmale.
Die Gemeinde liegt am Elbe-Lübeck-Kanal, der hier eine Schleuse von aus dem Jahr 1900 hat, die nach dem hotoppschen Prinzip nur mit Wasserkraft betrieben wird.

## Persönlichkeiten
Die Volkswirtin und Politikerin Anke Brunn (SPD) wurde 1942 in Behlendorf geboren. Der Schriftsteller und Literaturnobelpreisträger Günter Grass (1927–2015) lebte in Behlendorf und ist hier begraben.